# Assemblee voor Noord-Ierland
De Assemblee van Noord-Ierland (Engels: Northern Ireland Assembly, Iers: Tionól Thuaisceart Éireann, Ulster-Schots: Norlin Airlann Semmlie) is de benaming voor het parlement in Noord-Ierland dat werd ingesteld op grond van het Goede Vrijdag-akkoord in 1998.  Sinds de installatie van het eerste parlement zijn de activiteiten een aantal keren voor langere tijd opgeschort, het langst tussen 14 oktober 2002 en 7 mei 2007. De meest recente schorsing was van 9 januari 2017 tot 11 januari 2020. De voornaamste reden is dat er groot wantrouwen bestaat tussen de unionistische partijen (Democratic Unionist Party en de Ulster Unionist Party) enerzijds en het nationalistische Sinn Féin anderzijds.

## Achtergrond
Bij de creatie van Noord-Ierland in 1921 kreeg het een eigen parlement. Dit parlement heeft bestaan van 1921 tot 1972. In dat laatste jaar werd het zelfbestuur van Noord-Ierland door de toenmalige regering van het Verenigd Koninkrijk afgeschaft. Het toenmalige parlement en de toenmalige regering werden beiden vijftig jaar lang gedomineerd door de Ulster Unionistische partij. De katholieke, meestal ook nationalistische minderheid voelde zich niet vertegenwoordigd.
De regering in Londen streefde naar een herinvoering van zelfbestuur waarbij de katholieken wel bij het bestuur zouden worden betrokken. In de periode tussen 1972 en 1998 werd tweemaal eerder een poging gedaan om een nieuw parlement op te richten, beide pogingen mislukten echter, deels vanwege sterke oppositie vanuit protestantse hoek, met name van de Democratische Unionistische partij.

## Samenstelling
De Assemblee bestaat sinds 2017 uit één kamer van 90 leden. Verkiezingen vinden plaats volgens het systeem van de enkelvoudige overdraagbare stem, een vorm van evenredige vertegenwoordiging die ook gebruikt wordt in de Ierse Republiek. Voor verkiezingen is Noord-Ierland opgedeeld in kiesdistricten, dezelfde districten die ook gebruikt worden voor de verkiezingen voor het Britse parlement. Waar bij de verkiezingen voor het parlement in Westminster in ieder district maar één kandidaat wordt gekozen, worden bij de verkiezingen voor de Assemblee vijf kandidaten per district gekozen.
Gekozen leden zijn verplicht om aan te geven of zij zich als unionist, nationalist of  other beschouwen. De aanduiding is van belang omdat voor sommige besluiten steun van beide  gemeenschappen, unionisten en nationalisten,  vereist is.
Sinds de instelling zijn er zevenmaal verkiezingen gehouden. De evolutie in de zetelverdeling ziet er als volgt uit. In de tabel zijn alleen de partijen opgenomen die ooit vertegenwoordigd zijn in de Assemblee; de totale aantallen (percentages en zetels) zijn berekend op basis van de vertegenwoordigde partijen. De partijen die deel uitmaakten van de regering zijn aangeduid, evenals (d.m.v. onderstreping) de partijen die een first minister of deputy first minister mochten leveren.
| Partij               | Partij                             | 25-06-1998 | 25-06-1998 | 26-11-2003 | 26-11-2003 | 07-03-2007 | 07-03-2007 | 05-05-2011 | 05-05-2011 | 05-05-2016 | 05-05-2016 | 02-03-2017 | 02-03-2017 | 05-05-2022 | 05-05-2022 |
| -------------------- | ---------------------------------- | ---------- | ---------- | ---------- | ---------- | ---------- | ---------- | ---------- | ---------- | ---------- | ---------- | ---------- | ---------- | ---------- | ---------- |
|                      | Sinn Féin                          | 17,7       | 18         | 23,5       | 24         | 26,2       | 28         | 26,9       | 29         | 24,0       | 28         | 27,9       | 27         | 29,2       | 27         |
|                      | Social Democratic and Labour Party | 22,0       | 24         | 17,0       | 18         | 15,2       | 16         | 14,3       | 14         | 12,0       | 12         | 11,9       | 14         | 9,1        | 8          |
| Totaal nationalisten | Totaal nationalisten               | 39,6       | 42         | 40,5       | 42         | 41,4       | 44         | 41,2       | 43         | 36,0       | 40         | 39,8       | 39         | 38,3       | 35         |
|                      | People Before Profit Alliance      | -          |            | -          |            | 0,1        | -          | 0,8        | -          | 2,0        | 2          | 1,8        | 1          | 1.14       | 1          |
|                      | Green Party of Northern Ireland    | -          |            | 0,4        | 0          | 1,7        | 1          | 0,9        | 1          | 2,7        | 2          | 2,3        | 2          | 1,9        |            |
|                      | Alliance Party of Northern Ireland | 6,5        | 6          | 3,7        | 6          | 5,2        | 7          | 7,7        | 8          | 7,0        | 8          | 9,1        | 8          | 13,5       | 17         |
| Totaal anderen       | Totaal anderen                     | 6,5        | 6          | 3,7        | 6          | 9,7        | 9          | 8,6        | 9          | 11,7       | 12         | 13,2       | 11         | 16,6       | 18         |
|                      | Progressive Unionist Party         | 2,6        | 2          | 1,2        | 1          | 0,6        | 1          | 0,2        | -          | 0,9        | -          | 0,7        | -          | 0,3        |            |
|                      | Onafhankelijke unionisten          | 3,0        | 3          | 2,9        | 1          | -          | -          | 2,4        | 1          | 3,3        | 1          | 1,8        | 1          | 2,9        | 2          |
|                      | Ulster Unionist Party              | 21,3       | 28         | 22,7       | 27         | 14,9       | 18         | 13,2       | 16         | 12,6       | 16         | 12,9       | 10         | 11,2       | 9          |
|                      | Democratic Unionist Party          | 18,1       | 20         | 25,7       | 30         | 30,1       | 36         | 30,0       | 38         | 29,2       | 38         | 28,1       | 28         | 21,3       | 25         |
|                      | Traditional Unionist Voice         | -          |            | -          |            | -          |            | 2,5        | 1          | 3,4        | 1          | 2,6        | 1          | 7,6        | 1          |
|                      | UK Unionist Party                  | 4,5        | 5          | 0,8        | 1          | 1,5        | -          | -          | -          | -          | -          | -          | -          | -          | -          |
| Totaal unionisten    | Totaal unionisten                  | 49,5       | 58         | 53,3       | 60         | 45,6       | 55         | 48,1       | 56         | 48,5       | 56         | 45,4       | 40         | 43,4       | 37         |
| Stemmen / Zetels     | Stemmen / Zetels                   | %          | 108        | %          | 108        | %          | 108        | %          | 108        | %          | 108        | %          | 90         | %          | 90         |

Door de uitslag van de verkiezingen van 2 maart 2017 had de groep die zichzelf als unionist beschouwt voor het eerst sinds de instelling van de assemblee geen meerderheid meer. Ondanks herhaalde pogingen lukte het na de verkiezingen van 2017 niet om een Noord-Ierse regering te vormen die voldeed aan de voorwaarden gesteld in het Goede Vrijdag-akkoord. Ook de functie Eerste Minister bleef vacant en de Assemblee werd geschorst.  In januari 2020 gingen Sinn Fein en de DUP akkoord met een voorstel ontwikkeld onder leiding van de Ierse en Britse regeringen om de impasse te doorbreken. Op 11 januari 2020 werd er weer een regering gevormd en het werk van de Assemblee hervat.
Op 3 februari 2022 maakte eerste minister Paul Givan (DUP), zijn aftreden bekend. Hij gaf aan ontslag te nemen uit protest tegen het Noord-Ierse Protocol dat heeft geleid tot een douane- en regelgevingsgrens tussen de EU en het Verenigd Koninkrijk in de Ierse Zee, waardoor Noord-Ierland binnen het Verenigd Koninkrijk een uitzonderingspositie inneemt. Conform het Goedevrijdagakkoord betekende Givans aftreden ook het aftreden van de vice-eerste minister namens Sinn Féin, Michelle O'Neill.
Bij de verkiezingen voor de Noord-Ierse Assemblee op 5 mei 2022 ging de DUP van 28 naar 25 zetels. Voor het eerst sinds de onafhankelijkheid van Ierland had een nationalistische partij (Sinn Feín) met 27 zetels de grootste fractie in de Assemblee. Dit betekende dat de DUP niet meer automatisch de eerste minister mocht leveren.  Een week na de verkiezingen verklaarde de DUP dat zij niet zou meewerken aan de verkiezing van een voorzitter van de Assemblee. Dit maakt het functioneren van het regionale parlement en het vormen van een regionale regering onmogelijk. De DUP verklaarde deze blokkade pas op te heffen als de Britse regering het Noord-Ierse Protocol  (onderdeel van het Brexit-akkoord met de EU) opzegt. Dit protocol heeft geleid tot een douane- en regelgevingsgrens tussen de EU en het Verenigd Koninkrijk in de Ierse Zee, waardoor Noord-Ierland binnen het Verenigd Koninkrijk een uitzonderingspositie inneemt.  Als er binnen 24 weken na de verkiezingen, dat is uiterlijk op 28 oktober 2022, geen nieuwe executive (regionale regering) is gevormd, zal de minister voor Noord-Ierland nieuwe verkiezingen moeten uitschrijven.

### Aanduidingen van identiteit
Elke verkozene is vrij om te kiezen of hij of zij zich als "nationalistisch", "unionistisch" of "andere" laat klasseren, met als enige voorwaarde dat een verkozene zijn aanduiding niet meer dan eens mag veranderen tijdens een zitting van de Assemblee. Sommige fracties, en dan in het bijzonder de Alliance Party of Northern Ireland, die in beide gemeenschappen aanhang heeft, hebben dit systeem bekritiseerd omdat het de sektarische verdelingen zou versterken. Alliance wil de verplichting om een identitaire aanduiding te kiezen en de beslissingen over belangrijke onderwerpen via een gekwalificeerde meerderheid afschaffen, iets waar ook de grootste unionistische partij, de DUP, achter staat.

Verhouding tussen de zetels die de als "unionistisch", "nationalistisch" en "andere" aangeduide leden behaalden bij elke verkiezing voor de Assemblee voor Noord-Ierland